# Luther Emmett Holt

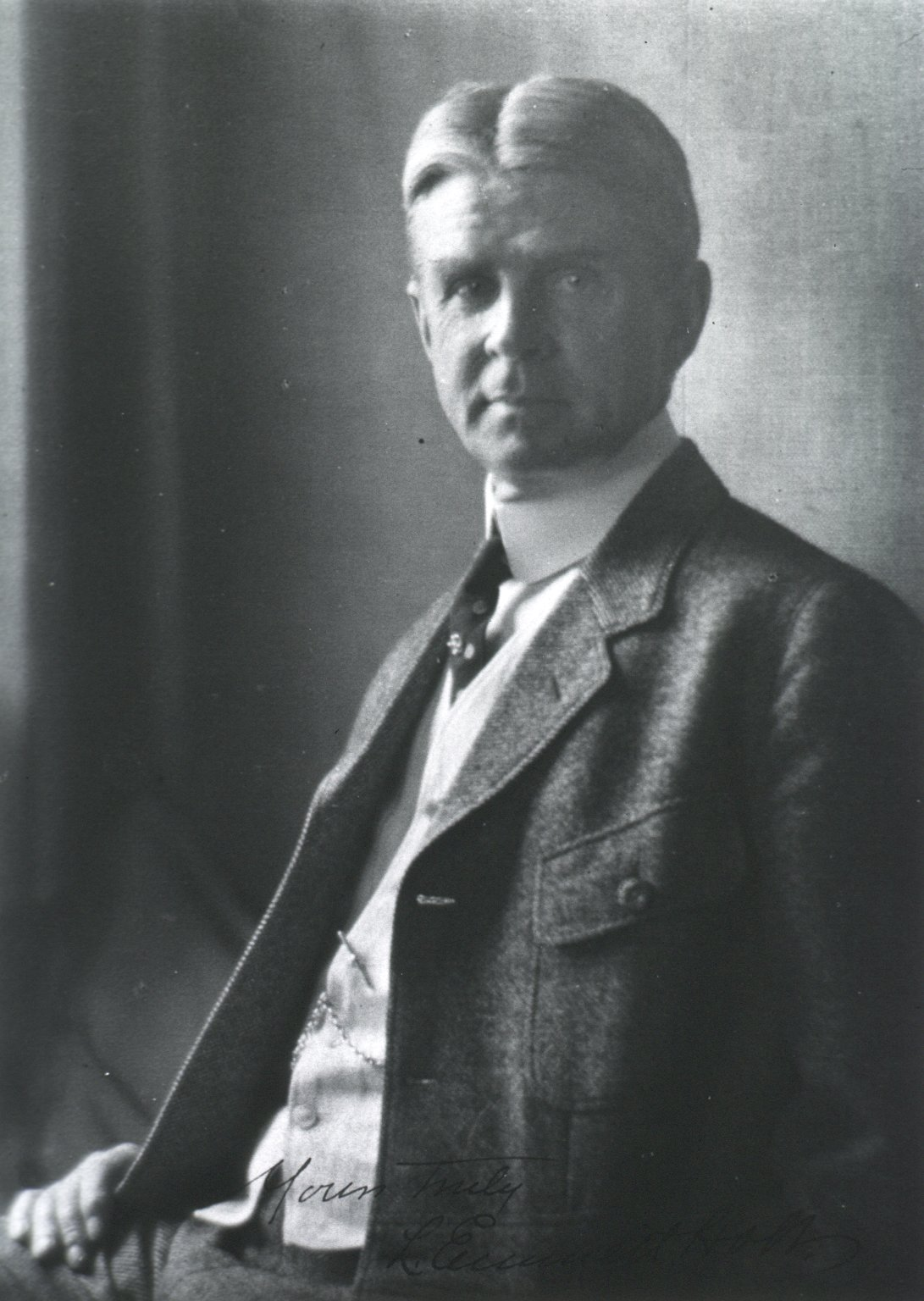
Luther Emmett Holt

Luther Emmett Holt (ur. 4 marca 1855, zm. 14 stycznia 1924 w Pekinie) – amerykański lekarz pediatra, autor książki The Care and Feeding of Children (1894).
W 1875 ukończył University of Rochester. Studiował medycynę na University at Buffalo i w Columbia University College of Physicians and Surgeons, uzyskując tytuł M.D. w 1880. W 1888 został ordynatorem New York's Babies Hospital. Dzięki jego staraniom szpital szybko stał się wiodącym ośrodkiem pediatrii w Stanach Zjednoczonych. 
Holt wprowadził system oceny jakości mleka sprzedawanego w Nowym Jorku. Dzięki funduszom uzyskanym z Rockefeller Institute dowiódł, że znaczna śmiertelność niemowląt spowodowana jest zanieczyszczeniem mleka przez bakterie. Doprowadził do utworzenia specjalnych komisji mlecznych i rad doradczych przy nowojorskim Departamencie Zdrowia. 
Był członkiem założycielem American Pediatric Society i dwukrotnie był wybierany na przewodniczącego tej organizacji. W 1891 wszedł do zarządu Rockefeller Institute. Pełnił funkcję przewodniczącego Child Health Organization.
Jego książka The Care and Feeding of Children spotkała się z dobrym przyjęciem i była bardzo popularna w swoim czasie. Jego Diseases of Infancy and Childhood z 1896 były wznawiane dwudziestokrotnie. Od 1901 do 1922 wykładał na Columbia University College of Physicians and Surgeons. W 1923 z ramienia Rockefeller Institute wyjechał do Chin, dać odczyt w szkole medycznej w Pekinie. Na kilka dni przed powrotem do Stanów zmarł na zawał serca.